# Lutz (łyżwiarstwo figurowe)
Lutz – skok łyżwiarski wykonywany w łyżwiarstwie figurowym w konkurencjach jazdy indywidualnej (soliści, solistki) oraz par sportowych. Należy do grupy skoków kopanych (ang. toe jumps), czyli wykonywanych poprzez odbicie z ząbków łyżwy figurowej. Skok został po raz pierwszy zaprezentowany na zawodach w 1913 roku przez austriackiego łyżwiarza Aloisa Lutza. Pierwszą kobietą, którą na zawodach wykonała podwójnego Lutza, była Kanadyjka Barbara Ann Scott i stało się to w 1942 roku.
Skok jest rozpoczynany z najazdu tyłem na zewnętrznej krawędzi lewej łyżwy; prawa łyżwa wbijana jest w lód. Lądowanie następuje na zewnętrznej krawędzi prawej łyżwy.

## Historia
Kobiety po raz pierwszy wykonywały podwójnego Lutza w latach 40. XX wieku: pierwszą zawodniczką, którą wykonała ten skok na zawodach, miała być Kanadyjka Barbara Ann Scott w 1942 roku, a według innych źródeł pierwszą łyżwiarką, która wykonała udanie ten podwójny skok była Czeszka Alena Vrzáňová.
Jako pierwszy udanego potrójnego Lutza na zawodach zaprezentował w 1962 roku Kanadyjczyk Donald Jackson. Pierwszą kobietą, która dokonała tego podczas konkursu była Szwajcarka Denise Biellmann w 1978 roku.
12 września 2018 roku rosyjska łyżwiarka Aleksandra Trusowa jako pierwsza w historii kobieta wykonała poczwórnego Lutza.